# Teodoro Bonati
Teodoro Bonati (* 8. November 1724 in Bondeno; † 2. Januar 1820 in Ferrara) war ein italienischer Wasserbauingenieur, Mathematiker und Arzt.

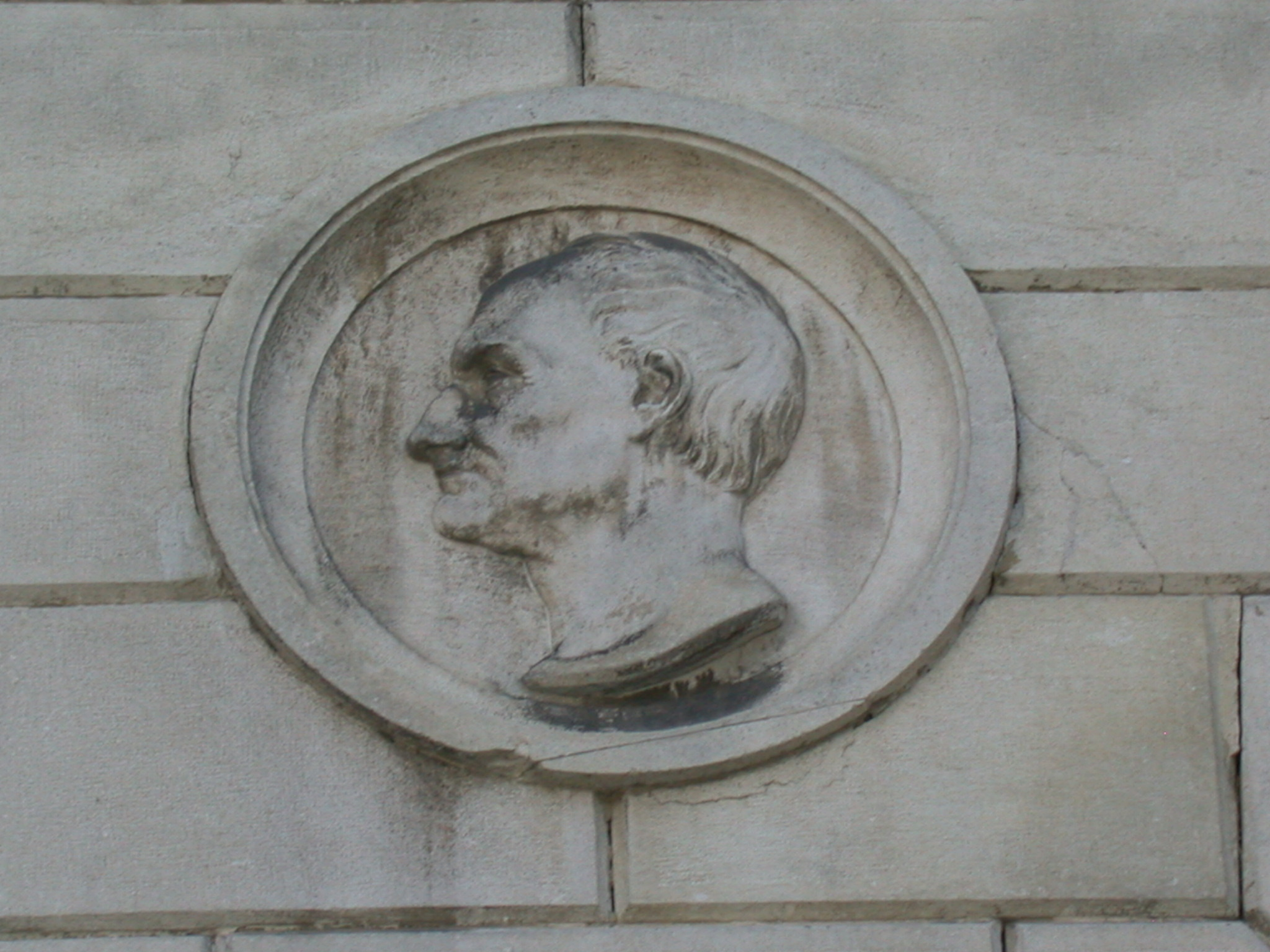
Porträt von Teodoro Bonati an der Fassade des Palastes von San Crispino

## Leben
Er schloss 1724 sein Medizinstudium an der Universität Ferrara ab und begann, in seiner Heimatstadt zu praktizieren. Nach einer Begegnung mit dem Priester Romualdo Bertaglia, einem Techniker und Experten für Wasserangelegenheiten in der Gemeinde, begann er Mathematik zu studieren. Der Marchese Guido Bentivoglio machte ihn jedoch bald zum Hausarzt und lud ihn 1750 nach Ferrara ein, wo er sein Mathematikstudium fortsetzen konnte. Nach dem Tod Bertaglias wurde er 1763 zum Berater der Congregazione dei lavorieri ernannt und mit der Leitung der wichtigsten Wasserbauten in der Provinz Ferrara betraut. 1772 erhielt er den Lehrstuhl für Hydrostatik und Hydrodynamik an der Universität Ferrara.
Als Wissenschaftler widersetzte er sich Napoleon und lehnte dessen Entscheidung ab, den Reno umzuleiten und über einen Kanal, den Scolmatore del Reno oder allgemein Cavo Napoleonico genannt, in den Po zu leiten. Er argumentierte sehr scharfsinnig, dass es nicht zweckmäßig wäre, das überschüssige Wasser des Flusses Reno in den Fluss Panaro fließen zu lassen, da die Überschwemmungen in diesen beiden Wasserläufen gleichzeitig stattgefunden hätten und somit „dasselbe Glas gefüllt worden wäre“. Die Arbeiten an diesem künstlichen Kanal leiteten das Wasser dann direkt in den Po und den Emiliano-Romagnolo-Kanal, ganz im Sinne seiner Unterstützung bei der Planung dieser hydrogeologischen Lösung. Über die Gespräche mit Napoleon wird von ihm selbst berichtet: „Am 23. detto (April 1797) wollte der Kaiser ausführlich über die Einmündung des Reno in den Po informiert werden, anwesend waren die Bologneser, die die Einmündung befürworteten.“

## Würdigung
In Bondeno wurde ihm das Istituto Comprensivo Statale „Teodoro Bonati“ gewidmet und eine Straße wurde nach ihm benannt. Im 19. Jahrhundert wurde sein Profil als berühmter Bürger in ein Medaillon an der Fassade des Palazzo San Crispino im Zentrum von Ferrara eingelassen. In Ferrara gibt es auch eine nach ihm benannte Straße, welche die Via Guglielmo Marconi mit der Via Luigi Galvani verbindet. Am Bentivoglio-Palast in Ferrara, wo er am 2. Januar 1820 starb, erinnert eine Marmortafel, an ihn. Im Jahr 2020 wurde in Bondeno sein 200. Todestag mit einer Ausstellung von Dokumenten aus dem Bondeno-Archiv gefeiert.